# На севере диком (картина Шишкина)
«На севере диком…» — картина русского художника Ивана Шишкина.

## История
Источником картины является стихотворение Лермонтова, являющееся переводом стихотворения Г. Гейне. Стих Лермонтова был выбран Шишкиным для иллюстрации собрания сочинений, которое готовились выпустить в свет к 50-летию со дня гибели поэта. Заказчиком был петербургский издатель П. П. Кончаловский, один из пайщиков известного книгоиздательства И. Н. Кушнерева. В подготовке богато иллюстрированного издания приняли участие М. А. Врубель, В. А. Серов, В. М. Васнецов, В. Д. Поленов.
Известны два рисунка-эскиза к этой картине. Оба они датируются 1890 годом, исполнены графитным карандашом на бумаге (30,3 × 22,5 см и 21,6 × 16,4 см) и находятся в собрании Государственного Русского музея.

## Описание
Как и в стихотворении Лермонтова, в картине мощно звучит тема одиночества. На неприступной голой скале, посреди тьмы, льда и снега, стоит одинокая сосна. Луна освещает мрачное ущелье и бесконечную даль, покрытую снегом. Кажется, в этом царстве холода нет больше ничего живого. Но наперекор морозам, снегам и ветрам дерево живёт.